# Rapmetal
Rapmetal är en subgenre till alternativ metal som blandar vokala och instrumentala inslag av hiphop med heavy metal.

## Historik
Rapmetal har sitt ursprung i raprock, en genre som blandar hiphop med rock. Genren har sina rötter i både hiphopband som samplade heavy metal-låtar, såsom Beastie Boys, Cypress Hill, Esham och Run–D.M.C.,, samt rockband som blandade heavy metal- och hiphopinfluenser, såsom 24-7 Spyz och Faith No More.
År 1987 blandade det New York-baserade thrash metalbandet Anthrax hiphop och heavy metal för sin EP I'm the Man,, och slog sig därefter samman med Public Enemy för att göra en nyinspelning av de sistnämndas låt "Bring the Noise", vilken blandade hiphop och thrash metal. Följande år samarbetade rapparen Sir Mix-a-Lot med Metal Church på sin singel "Iron Man", löst baserad på Black Sabbaths låt med samma namn. Stuck Mojo, ett metalband vars sångare rappade, anses vara en annan poinjär inom genren.
År 1999 lyckades det Florida-baserade nu-metalbandet Limp Bizkits album Significant Other klättra upp till förstaplatsen på musikmagasinet Billboards 200-lista, och sålde 643 874 enheter under sin första vecka ute. Veckan därpå sålde albumet ytterligare 335 000 exemplar. Bandets uppföljaralbum, Chocolate Starfish and the Hot Dog Flavored Water, satte nytt rekord för högst försäljning av ett rockalbum under sin första vecka, med över en miljon sålda exemplar i USA under sin första vecka ute, varav 400 000 av dessa såldes under första dagen, vilket även gjorde den till det snabbast säljande rockalbumet någonsin, som tidigare hade erhållits av Pearl Jams Vs.
Den Kaliforniska hiphopgruppen Cypress Hill använde sig av tydliga heavy metal-influenser på deras album från 2000, Skull & Bones, som innehöll sex låtar i vilka rapparna B-Real och Sen Dog uppbackades av ett band som inkluderade Fear Factory-medlemmarna Christian Olde Wolbers och Dino Cazares samt Rage Against the Machine-trummisen Brad Wilk. B-Real bildade även en rapmetalgrupp kallad Kush, tillsammans med Wolbers, Fear Factory-trummisen Raymond Herrera och Deftones gitarrist Stephen Carpenter. Enligt B-Real är Kush mer aggressiva än andra band inom genren. SX-10, bildade 1996 av Sen Dog, spelar även raprock och rapmetal.